# Malmerspach
Malmerspach est une commune française située dans l'aire d'attraction de Mulhouse et faisant partie de la collectivité européenne d'Alsace (circonscription administrative du Haut-Rhin), en région Grand Est.
Cette commune se trouve dans la région historique et culturelle d'Alsace.

## Géographie
Située entre le chef-lieu de canton Saint-Amarin (1 km) et le chef-lieu d'arrondissement Thann (8 km), dans la vallée de la Thur.
C'est une des 188 communes du parc naturel régional des Ballons des Vosges.
|         | Saint-Amarin |        |
| Mitzach | Malmerspach  |        |
|         |              | Moosch |

### Hydrographie

#### Réseau hydrographique
La commune est dans le bassin versant du Rhin au sein du bassin Rhin-Meuse. Elle est drainée par la Thur,.
La Thur, d'une longueur de 53 km, prend sa source dans la commune de Wildenstein et se jette  dans l'Ill à Ensisheim, après avoir traversé 20 communes. Les caractéristiques hydrologiques de la Thur sont données par la station hydrologique située sur la commune de Willer-sur-Thur. Le débit moyen mensuel est de 5,12 m3/s. Le débit moyen journalier maximum est de 112 m3/s, atteint lors de la crue du 9 avril 1983. Le débit instantané maximal est quant à lui de 137 m3/s, atteint le même jour.

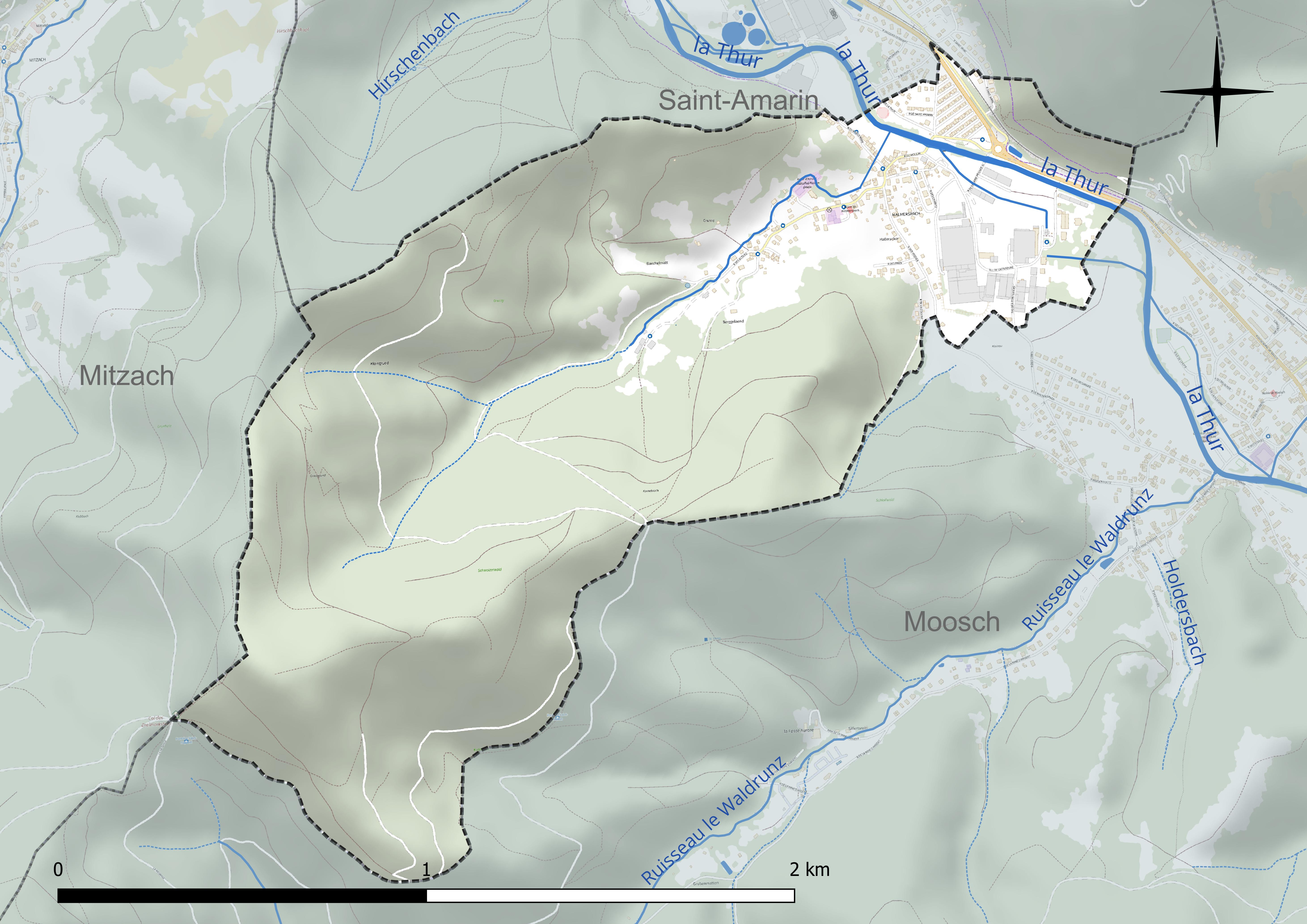
Réseau hydrographique de Malmerspach.

#### Gestion et qualité des eaux
Le territoire communal est couvert par le schéma d'aménagement et de gestion des eaux (SAGE) « Thur ». Ce document de planification concerne le bassin versant de la Thur. Ce territoire s'étend sur 544 km2. Le périmètre a été arrêté le 4 mars 1996 et le SAGE proprement dit a été approuvé le 14 mai 2001. La structure porteuse de l'élaboration et de la mise en œuvre est la Direction départementale de l'agriculture et de la forêt du Haut-Rhin. 
La qualité des cours d’eau peut être consultée sur un site dédié géré par les agences de l’eau et l’Agence française pour la biodiversité. 

### Climat
Pour des articles plus généraux, voir Climat du Grand Est et Climat du Haut-Rhin.
En 2010, le climat de la commune est de type climat de montagne, selon une étude du Centre national de la recherche scientifique s'appuyant sur une série de données couvrant la période 1971-2000. En 2020, Météo-France publie une typologie des climats de la France métropolitaine dans laquelle la commune est exposée à un climat semi-continental et est dans la région climatique  Vosges, caractérisée par une pluviométrie très élevée (1 500 à 2 000 mm/an) en toutes saisons et un hiver rude (moins de 1 °C). 
Pour la période 1971-2000, la température annuelle moyenne est de 9,2 °C, avec une amplitude thermique annuelle de 16,3 °C. Le cumul annuel moyen de précipitations est de 1 422 mm, avec 12,9 jours de précipitations en janvier et 10,4 jours en juillet. Pour la période 1991-2020, la température moyenne annuelle observée sur la station météorologique de Météo-France la plus proche, « Bits.-lès-Thann », sur la commune de Bitschwiller-lès-Thann à 5 km à vol d'oiseau, est de 10,0 °C et le cumul annuel moyen de précipitations est de 1 309,4 mm. 
La température maximale relevée sur cette station est de 38,9 °C, atteinte le 7 août 2015 ; la température minimale est de −19,5 °C, atteinte le 12 janvier 1987,,. 
Les paramètres climatiques de la commune ont été estimés pour le milieu du siècle (2041-2070) selon différents scénarios d'émission de gaz à effet de serre à partir des nouvelles projections climatiques de référence DRIAS-2020. Ils sont consultables sur un site dédié publié par Météo-France en novembre 2022.

## Urbanisme

### Typologie
Au 1er janvier 2024, Malmerspach est catégorisée petite ville, selon la nouvelle grille communale de densité à sept niveaux définie par l'Insee en 2022.
Elle appartient à l'unité urbaine de Saint-Amarin, une agglomération intra-départementale regroupant neuf  communes, dont elle est une commune de la banlieue,,. Par ailleurs la commune fait partie de l'aire d'attraction de Mulhouse, dont elle est une commune de la couronne,. Cette aire, qui regroupe 132 communes, est catégorisée dans les aires de 200 000 à moins de 700 000 habitants,.

### Occupation des sols
L'occupation des sols de la commune, telle qu'elle ressort de la base de données européenne d’occupation biophysique des sols Corine Land Cover (CLC), est marquée par l'importance des forêts et milieux semi-naturels (81,6 % en 2018), une proportion identique à celle de 1990 (81,6 %). La répartition détaillée en 2018 est la suivante : 
forêts (81,6 %), zones industrielles ou commerciales et réseaux de communication (13,4 %), zones agricoles hétérogènes (3 %), zones urbanisées (2,1 %). L'évolution de l’occupation des sols de la commune et de ses infrastructures peut être observée sur les différentes représentations cartographiques du territoire : la carte de Cassini (XVIIIe siècle), la carte d'état-major (1820-1866) et les cartes ou photos aériennes de l'IGN pour la période actuelle (1950 à aujourd'hui).

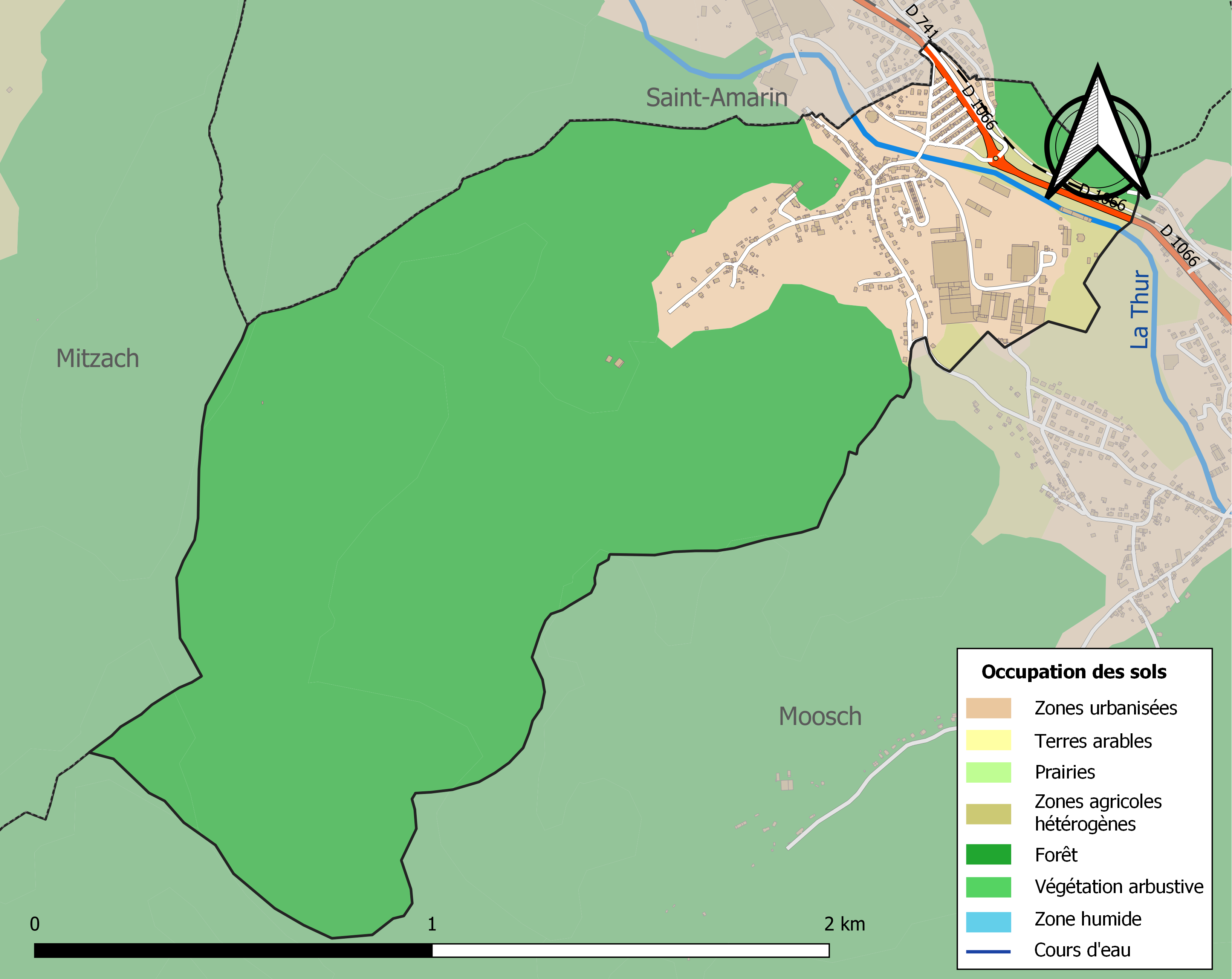
Carte des infrastructures et de l'occupation des sols de la commune en 2018 (CLC).

## Histoire
En 1506, ce petit hameau, alors dénommé « Malberspach », était partie intégrante du territoire de l'abbaye de Murbach et ce jusqu'en 1789. La chapelle est consacrée à saint Joseph artisan. À partir de 1844,, la filature de laine peignée a offert, jusqu'à sa liquidation en octobre 1976, une renommée mondiale au village.
En 1935 les frères Schlumpf investissent leur fortune dans le textile alsacien en achetant la filature de la commune.
En 1971, les deux frères Schlumpf s'enorgueillissaient de posséder avec Malmerspach, Erstein, Gluck et HKC, toute l'industrie de la filature de laine peignée française.

### Héraldique
| Blason de Malmerspach | Les armes de Malmerspach se blasonnent ainsi : « Taillé, au premier coupé de gueules et d'azur, au croissant montant d'argent brochant sur la partition, au second d'azur à la bobine de filature d'argent en pal, au sapin arraché de sinople brochant sur une barre d'or posée sur la partition. » |

## Politique et administration

### Budget et fiscalité 2014
En 2014, le budget de la commune était constitué ainsi :
- total des produits de fonctionnement : 388 000 €, soit 733 € par habitant ;
- total des charges de fonctionnement : 340 000 €, soit 643 € par habitant ;
- total des ressources d'investissement : 96 000 €, soit 182 € par habitant ;
- total des emplois d'investissement : 79 000 €, soit 149 € par habitant ;
- endettement : 220 000 €, soit 417 € par habitant.

Avec les taux de fiscalité suivants :
- taxe d'habitation : 10,28 % ;
- taxe foncière sur les propriétés bâties : 14,39 % ;
- taxe foncière sur les propriétés non bâties : 30,09 % ;
- taxe additionnelle à la taxe foncière sur les propriétés non bâties : 0,00 % ;
- cotisation foncière des entreprises : 0,00 %.

### Liste des maires
Horaires d'ouverture de la mairie
Matin :
- lundi et mercredi : de 10h00 à 12h00

Après-midi :
- vendredi : de 16h00 à 18h00

## Démographie
L'évolution du nombre d'habitants est connue à travers les recensements de la population effectués dans la commune depuis 1800. Pour les communes de moins de 10 000 habitants, une enquête de recensement portant sur toute la population est réalisée tous les cinq ans, les populations de référence des années intermédiaires étant quant à elles estimées par interpolation ou extrapolation. Pour la commune, le premier recensement exhaustif entrant dans le cadre du nouveau dispositif a été réalisé en 2007.

En 2022, la commune comptait 484 habitants, en évolution de −4,91 % par rapport à 2016 (Haut-Rhin : +0,66 %, France hors Mayotte : +2,11 %).
| 1800 | 1806 | 1821 | 1831 | 1836 | 1841 | 1846 | 1851 | 1856 |
| ---- | ---- | ---- | ---- | ---- | ---- | ---- | ---- | ---- |
| 173  | 193  | 242  | 325  | 287  | 329  | 368  | 413  | 449  |

| 1861 | 1866 | 1871 | 1875 | 1880 | 1885 | 1890 | 1895 | 1900 |
| ---- | ---- | ---- | ---- | ---- | ---- | ---- | ---- | ---- |
| 569  | 586  | 606  | 559  | 620  | 649  | 670  | 756  | 782  |

| 1905 | 1910 | 1921 | 1926 | 1931 | 1936 | 1946 | 1954 | 1962 |
| ---- | ---- | ---- | ---- | ---- | ---- | ---- | ---- | ---- |
| 808  | 787  | 750  | 722  | 714  | 686  | 643  | 651  | 690  |

| 1968 | 1975 | 1982 | 1990 | 1999 | 2006 | 2007 | 2012 | 2017 |
| ---- | ---- | ---- | ---- | ---- | ---- | ---- | ---- | ---- |
| 616  | 574  | 500  | 537  | 557  | 529  | 524  | 522  | 504  |

| 2022 | - | - | - | - | - | - | - | - |
| ---- | - | - | - | - | - | - | - | - |
| 484  | - | - | - | - | - | - | - | - |

## Lieux et monuments
- L'église Saint-Joseph-Artisan[29] et l'orgue de Gaston Kern, de 1977[30].
- Monument aux morts[31].
- Route romaine[32]. Les usines de tissage des frères Schlumpf, fermées en octobre 1976[33],[34].
- Filature de laine peignée dite filature Hartmann-Liebach[35] et sa cité ouvrière[36],[37].

## Photos

La voie romaine à Malmerspach
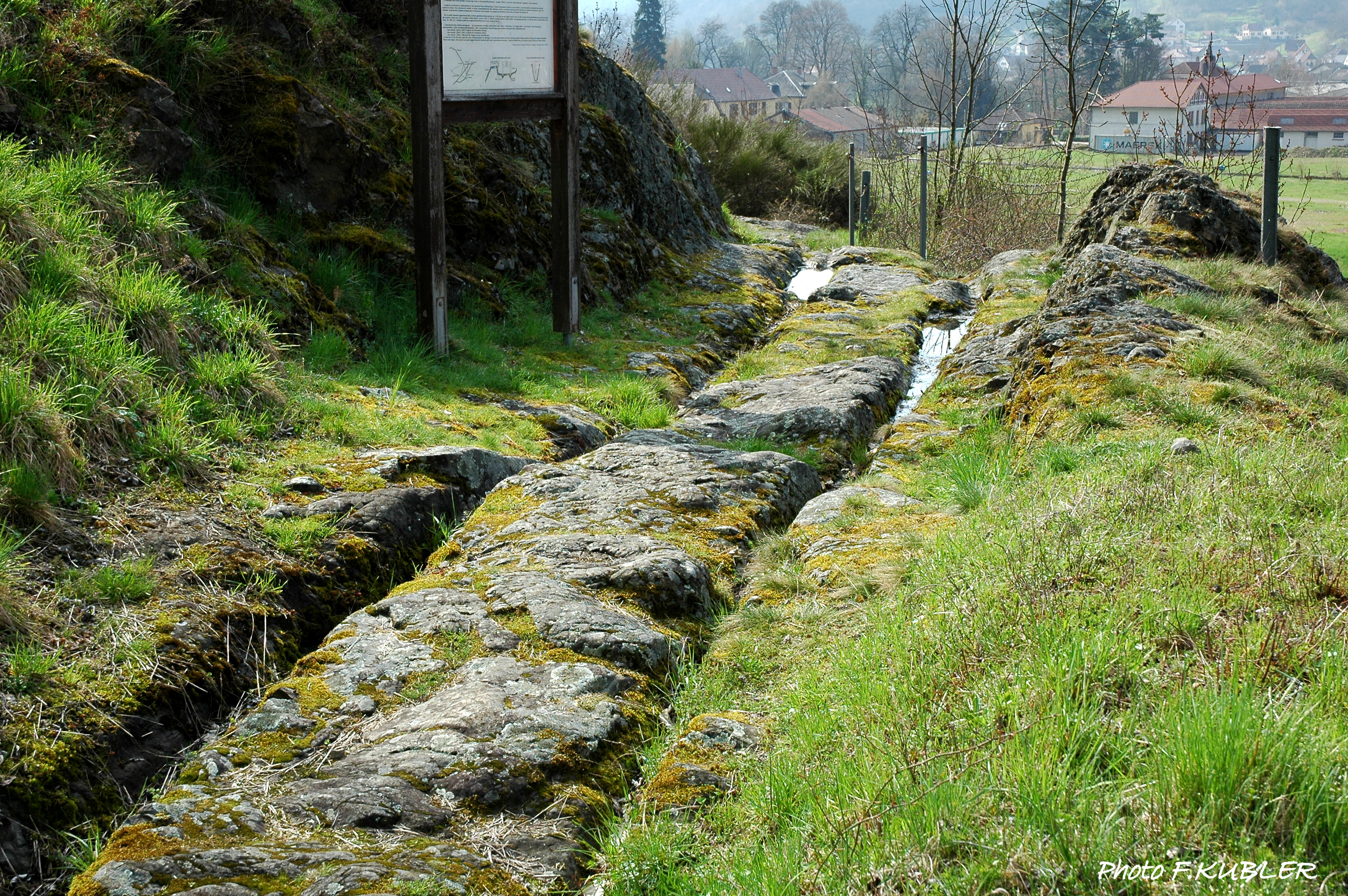
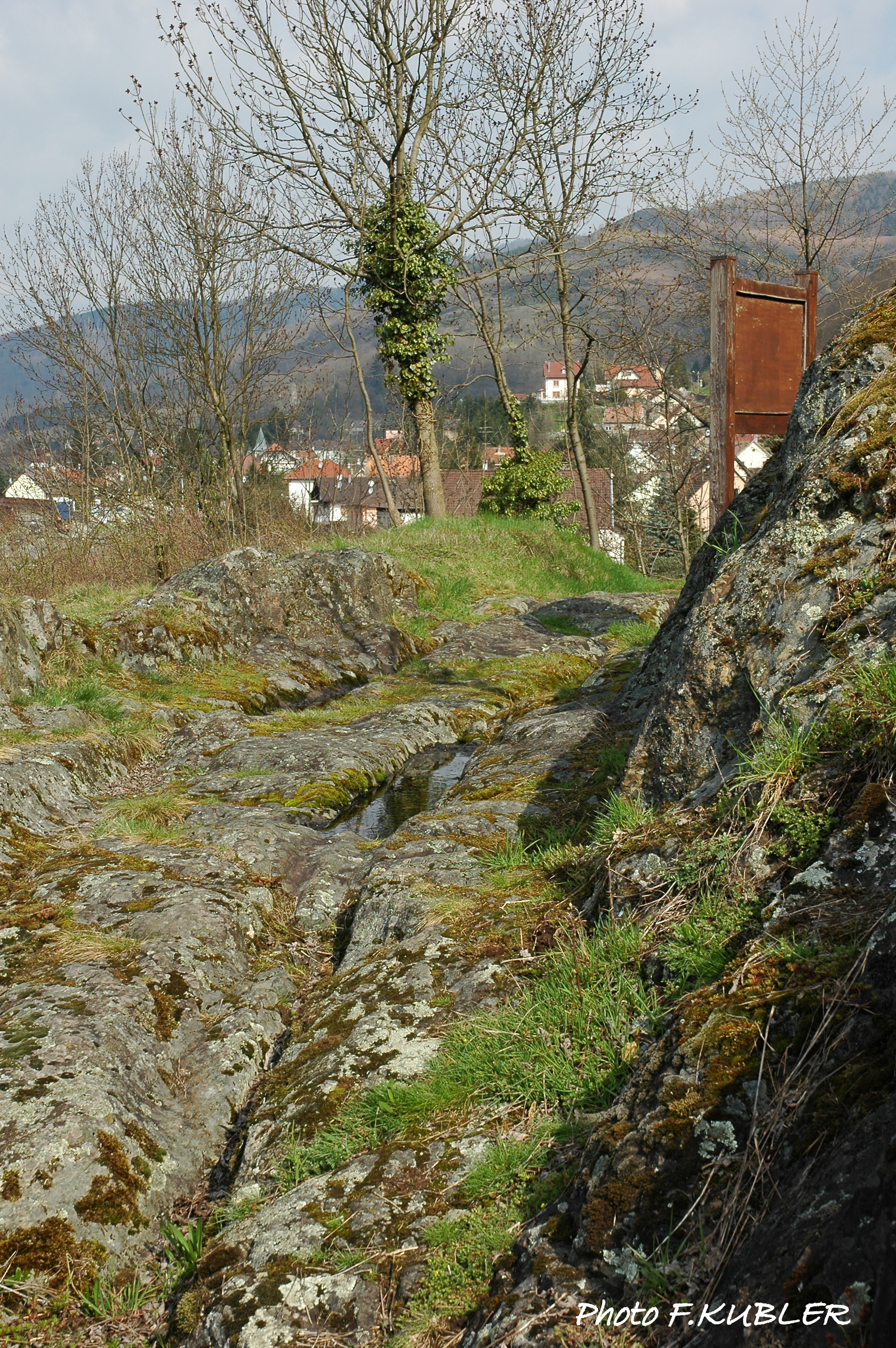
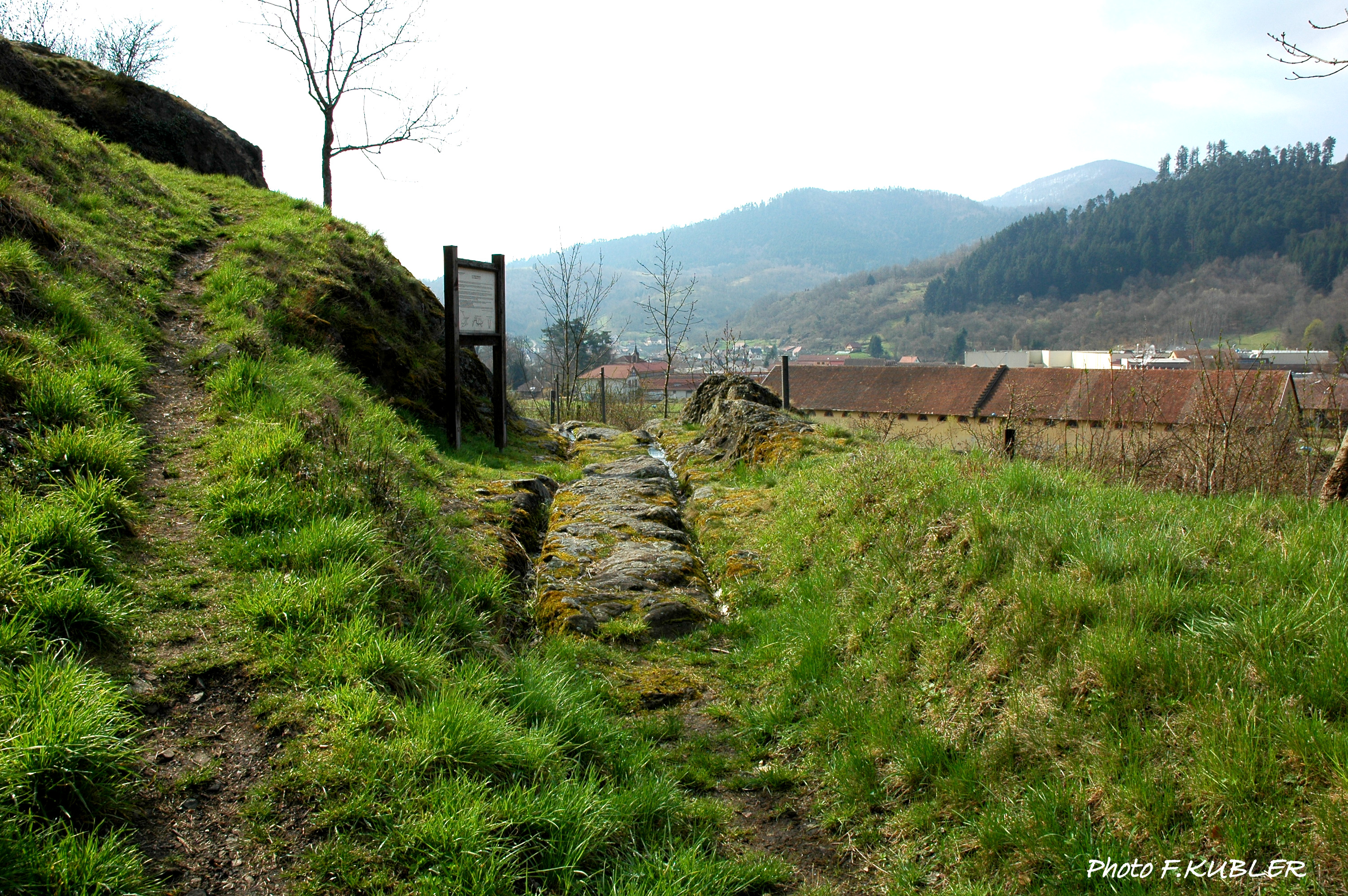

Église Saint-Joseph-Artisan
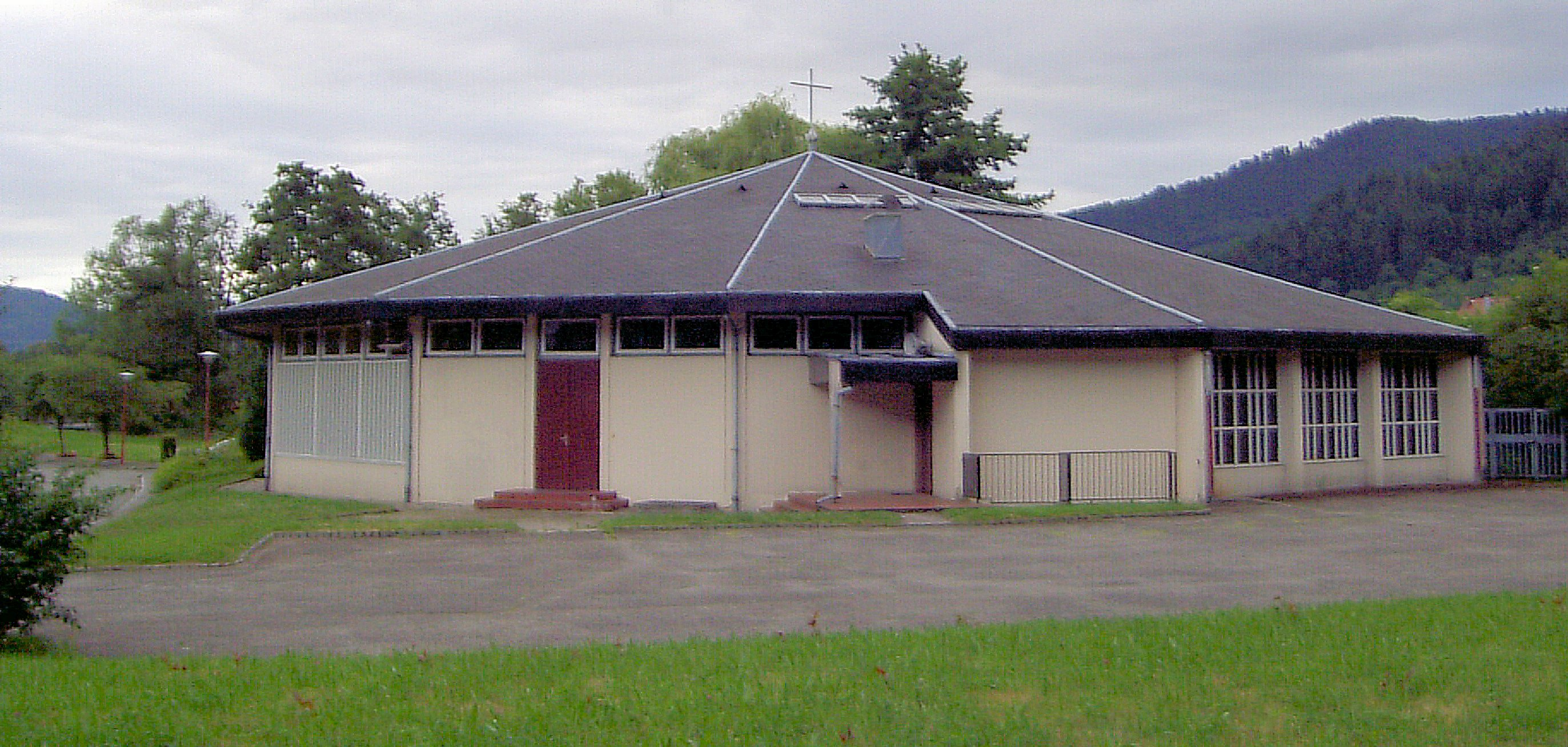
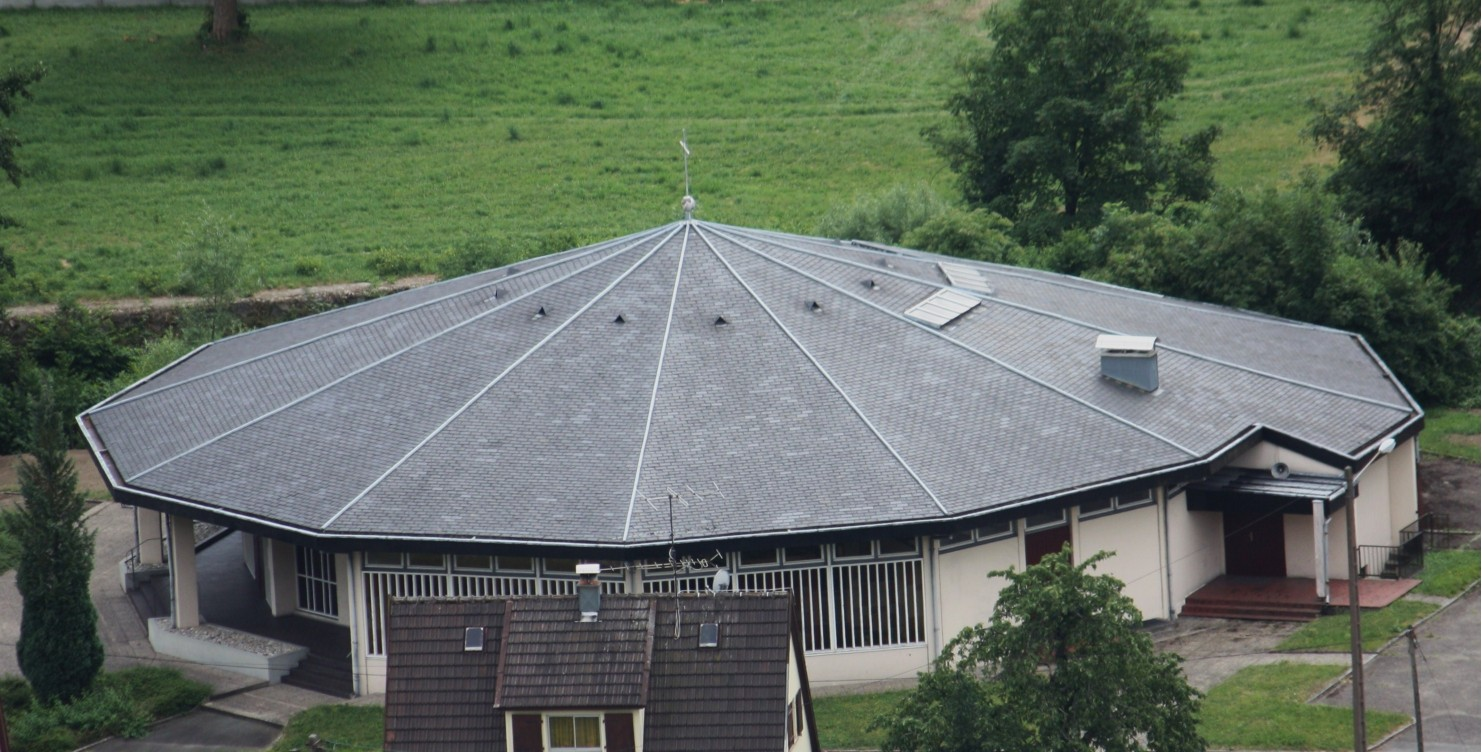
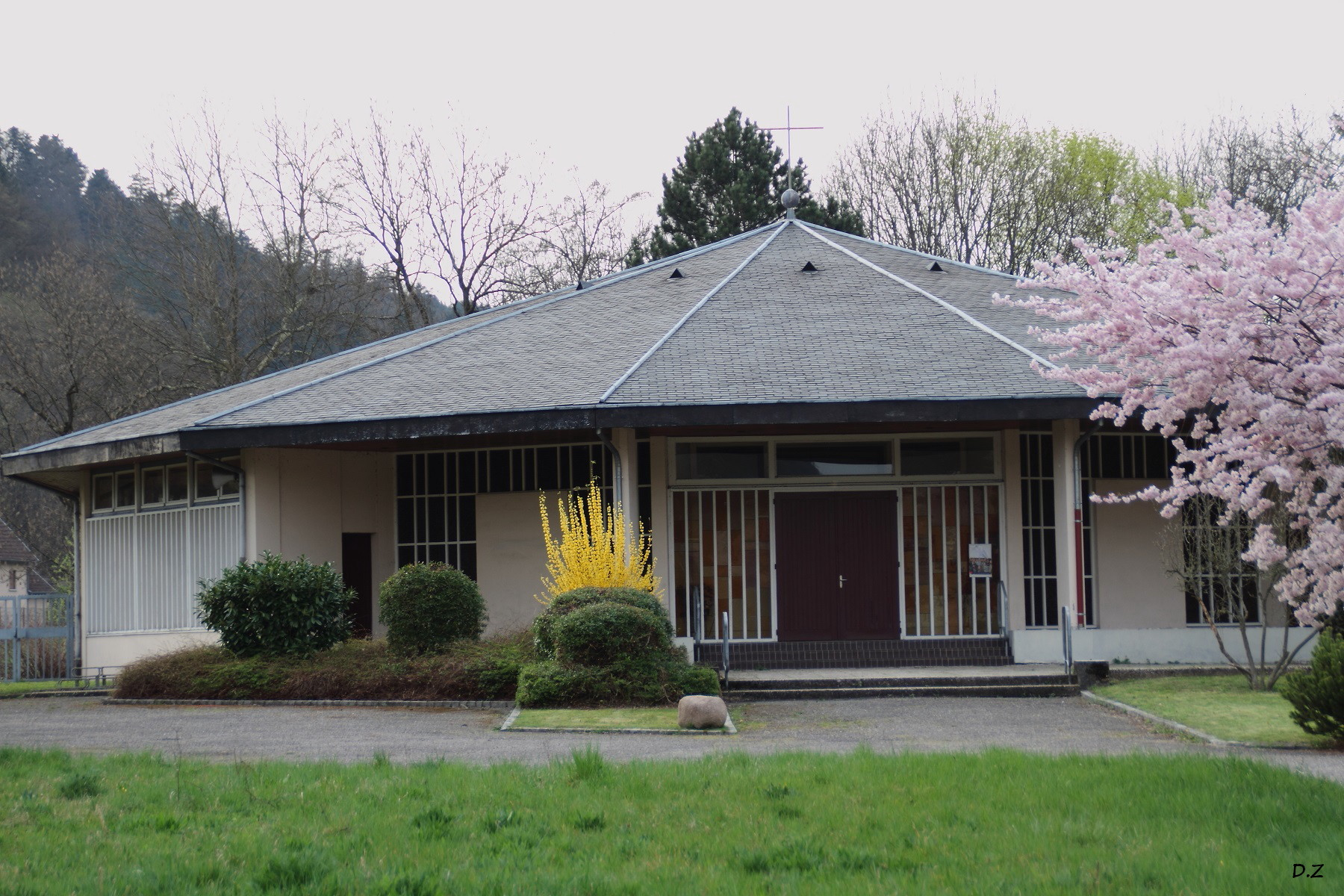

Murs en pierres sèches au lieu-dit « Le Lager »
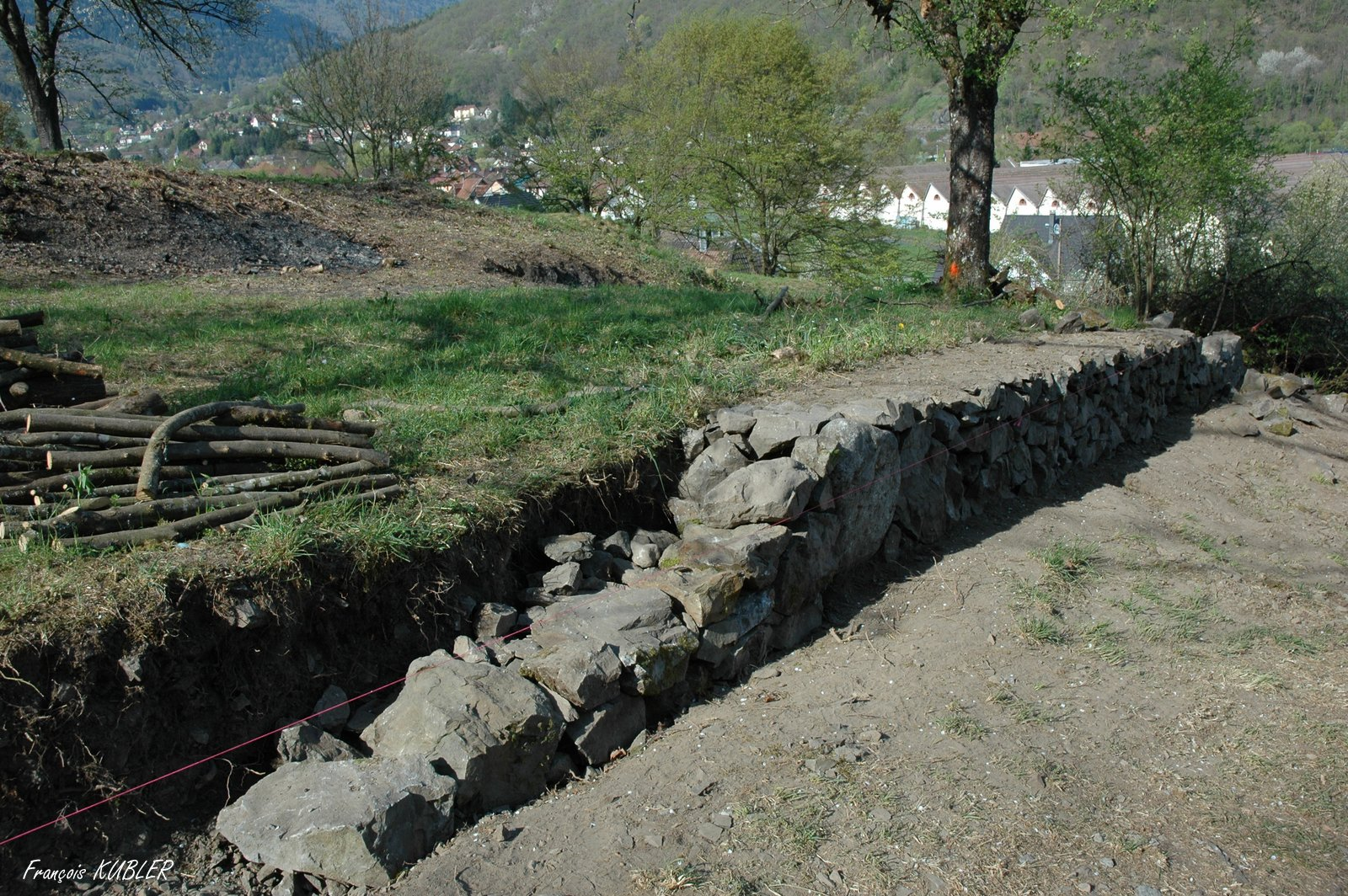
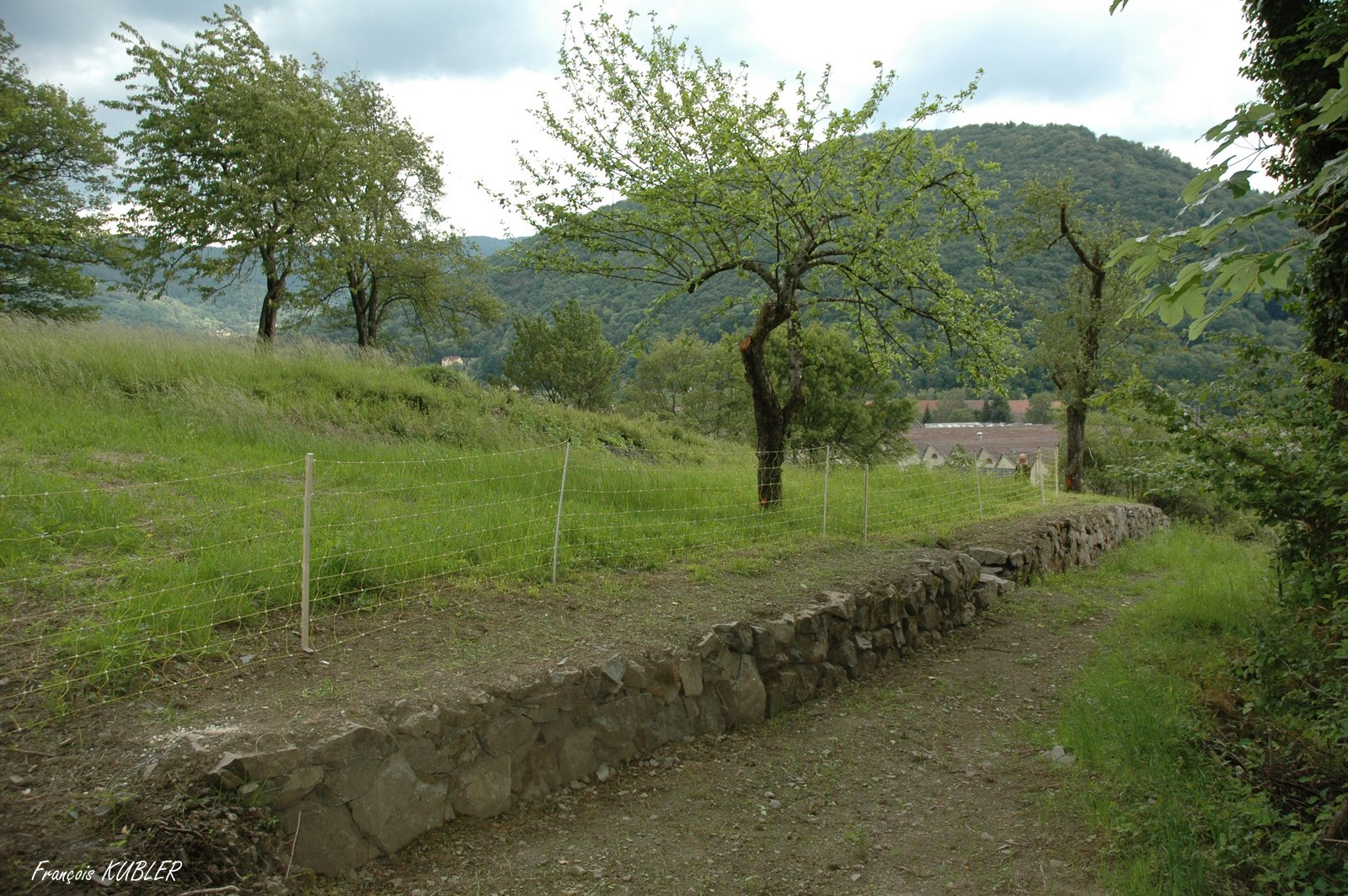
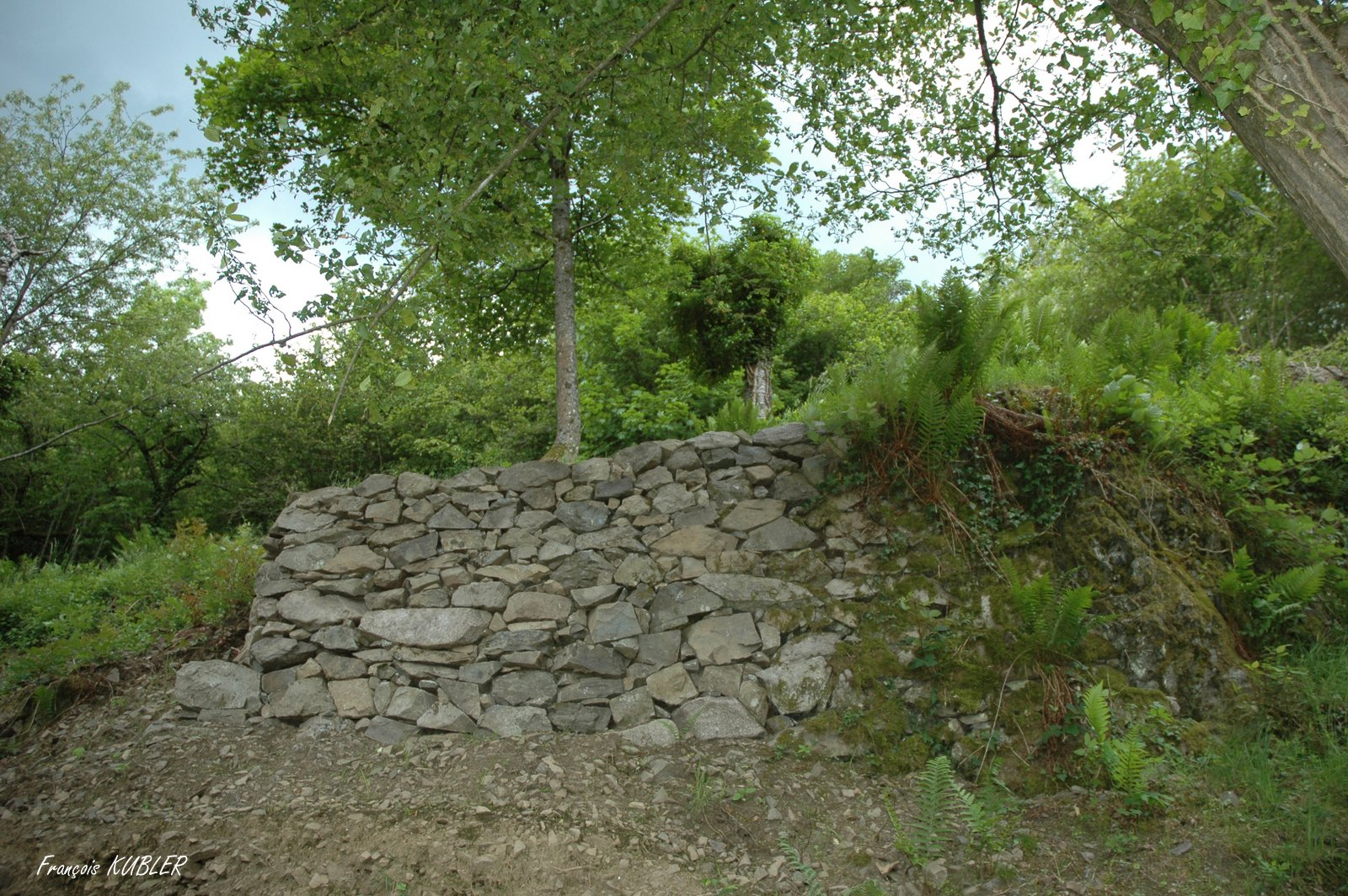

Quelques photos du village
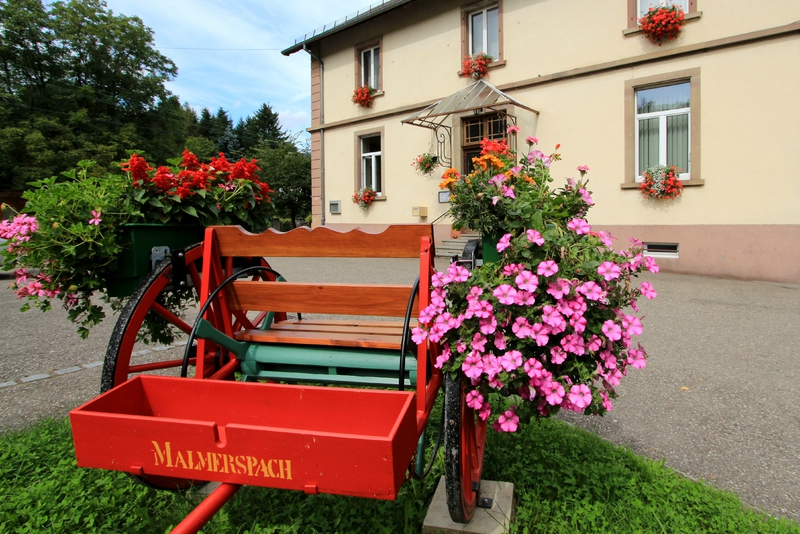
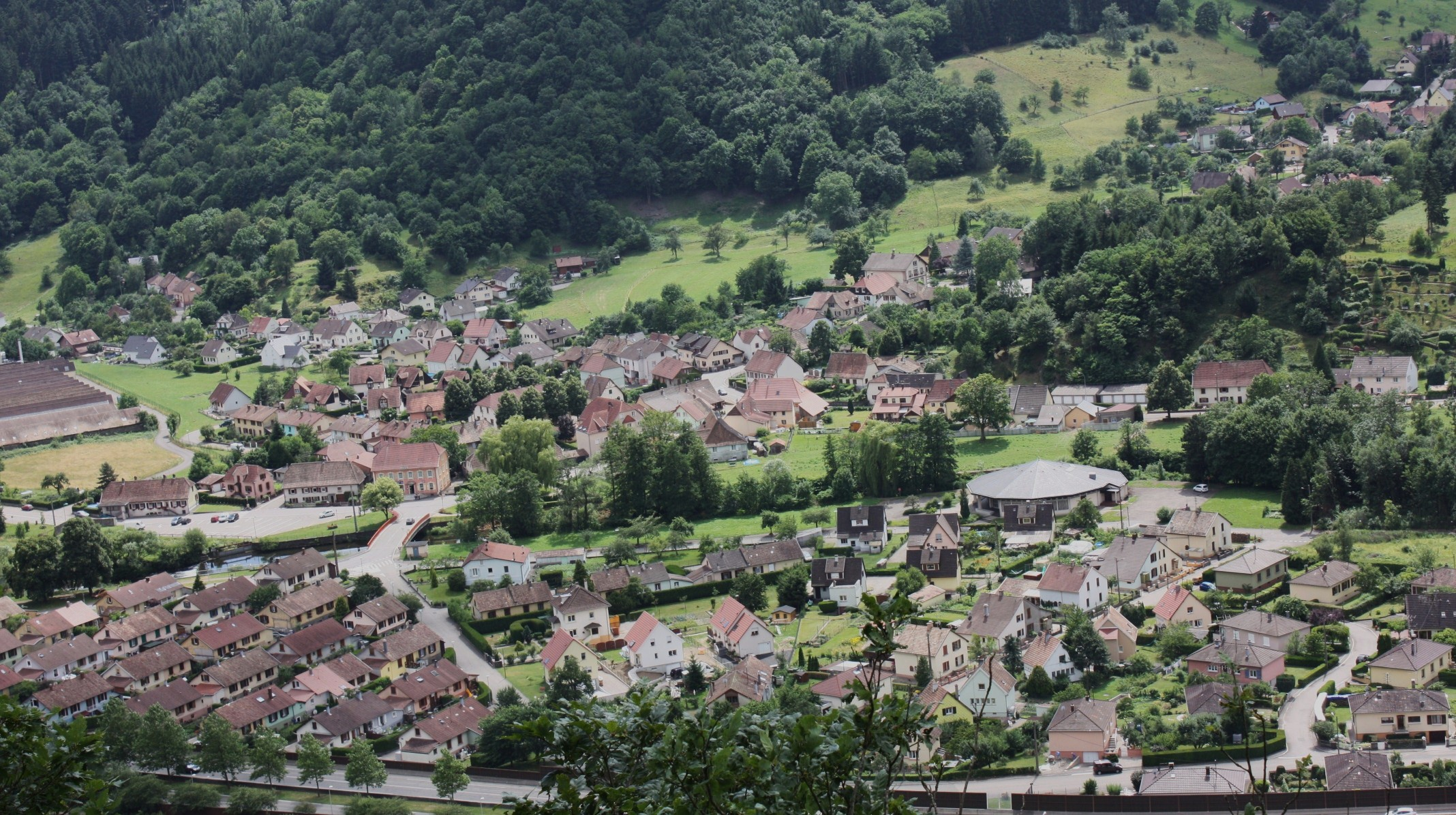
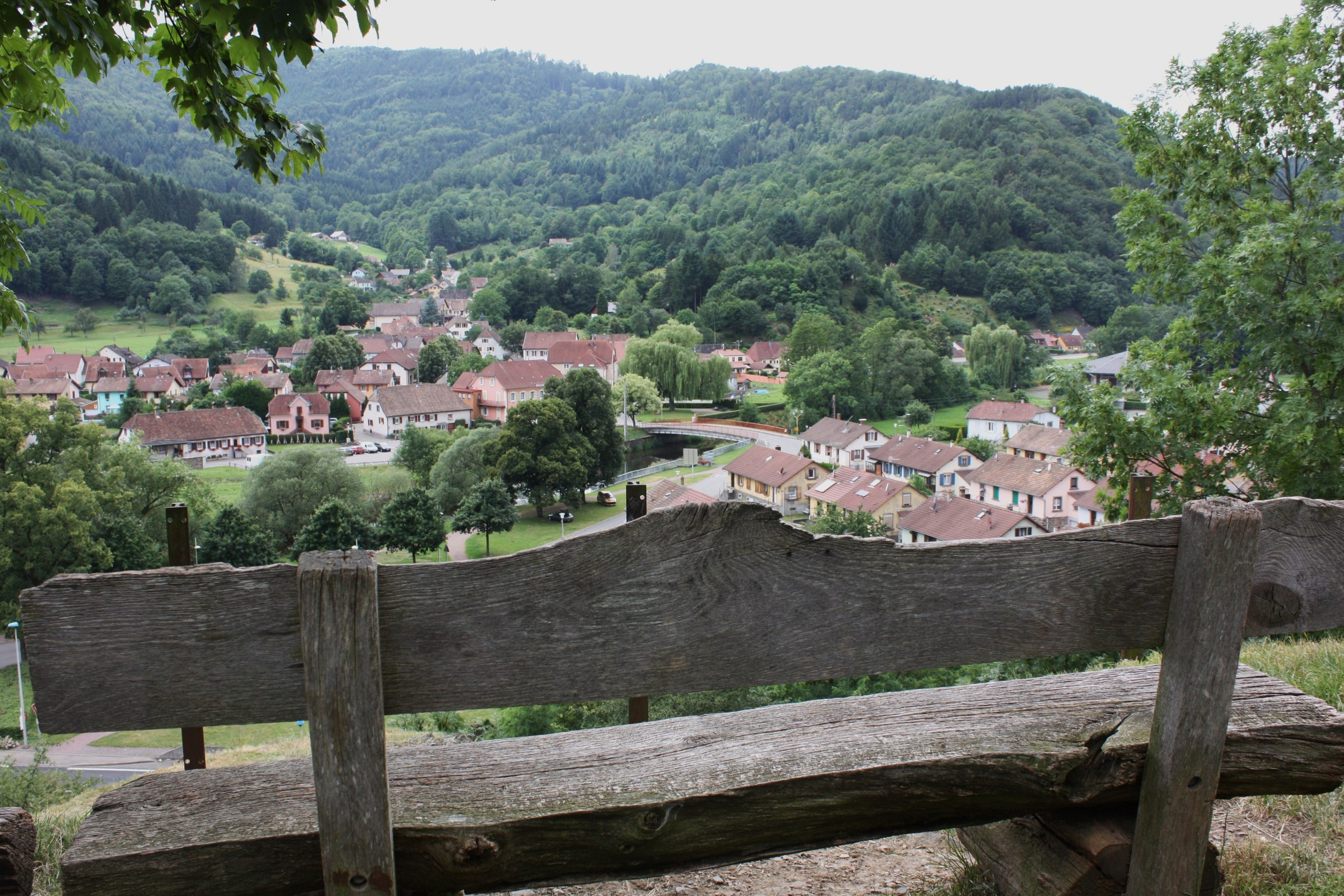
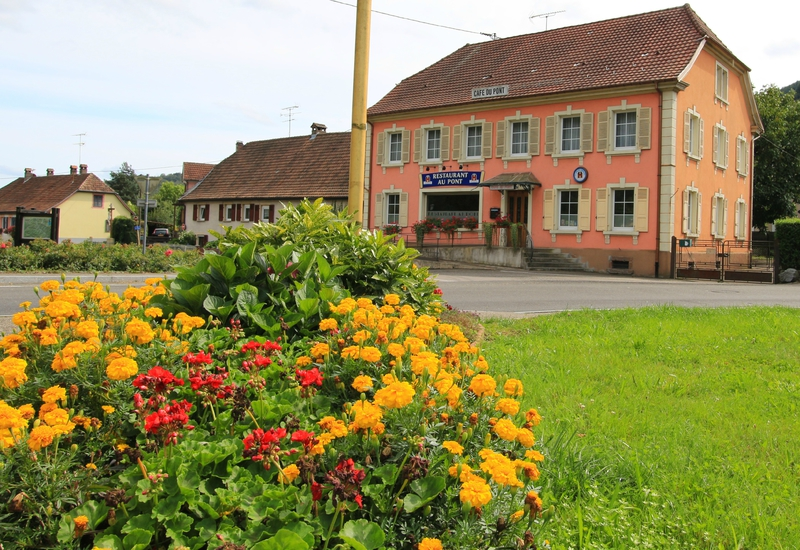
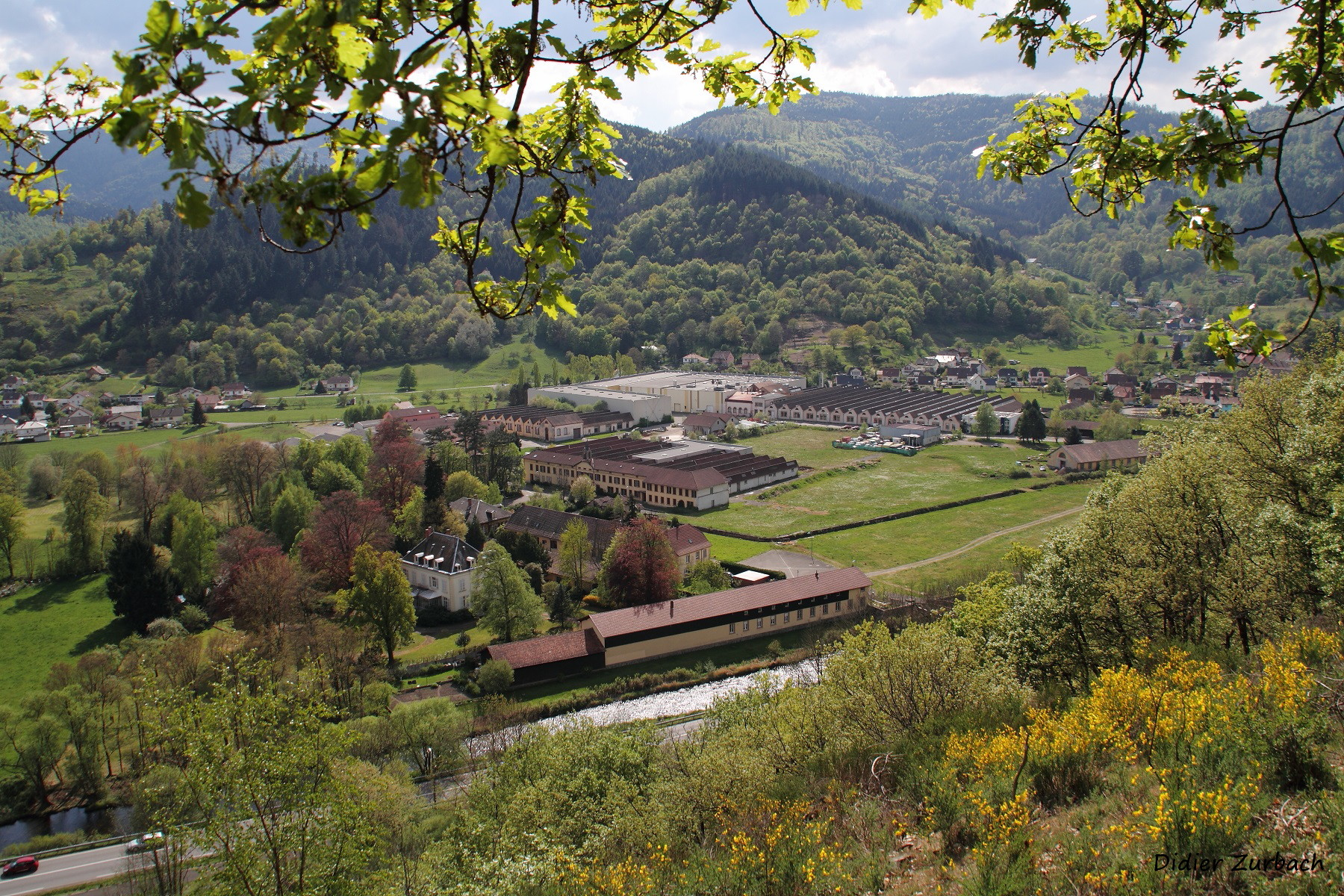
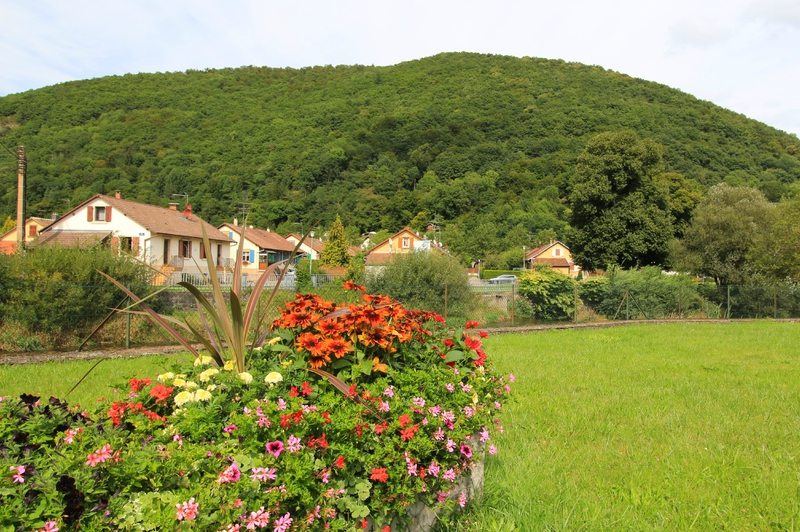
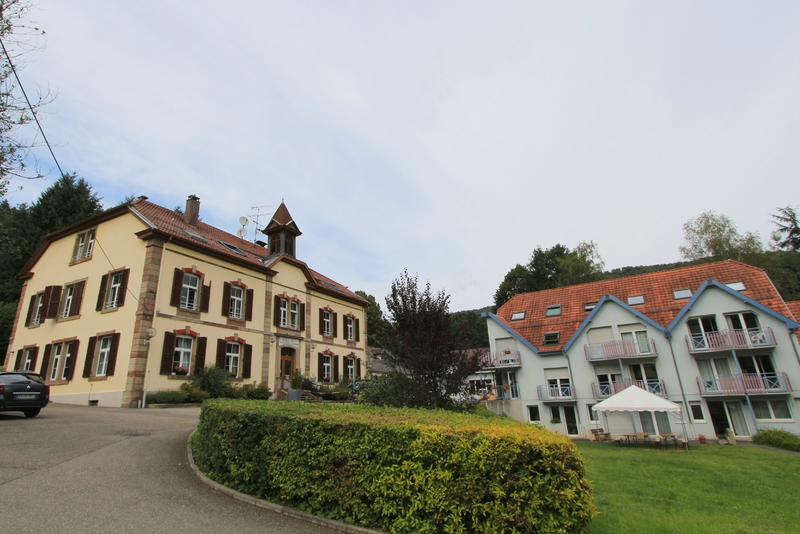
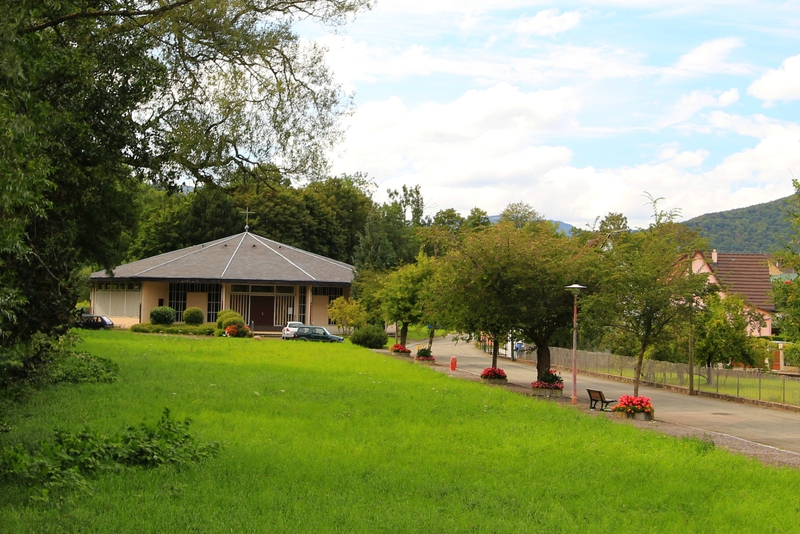
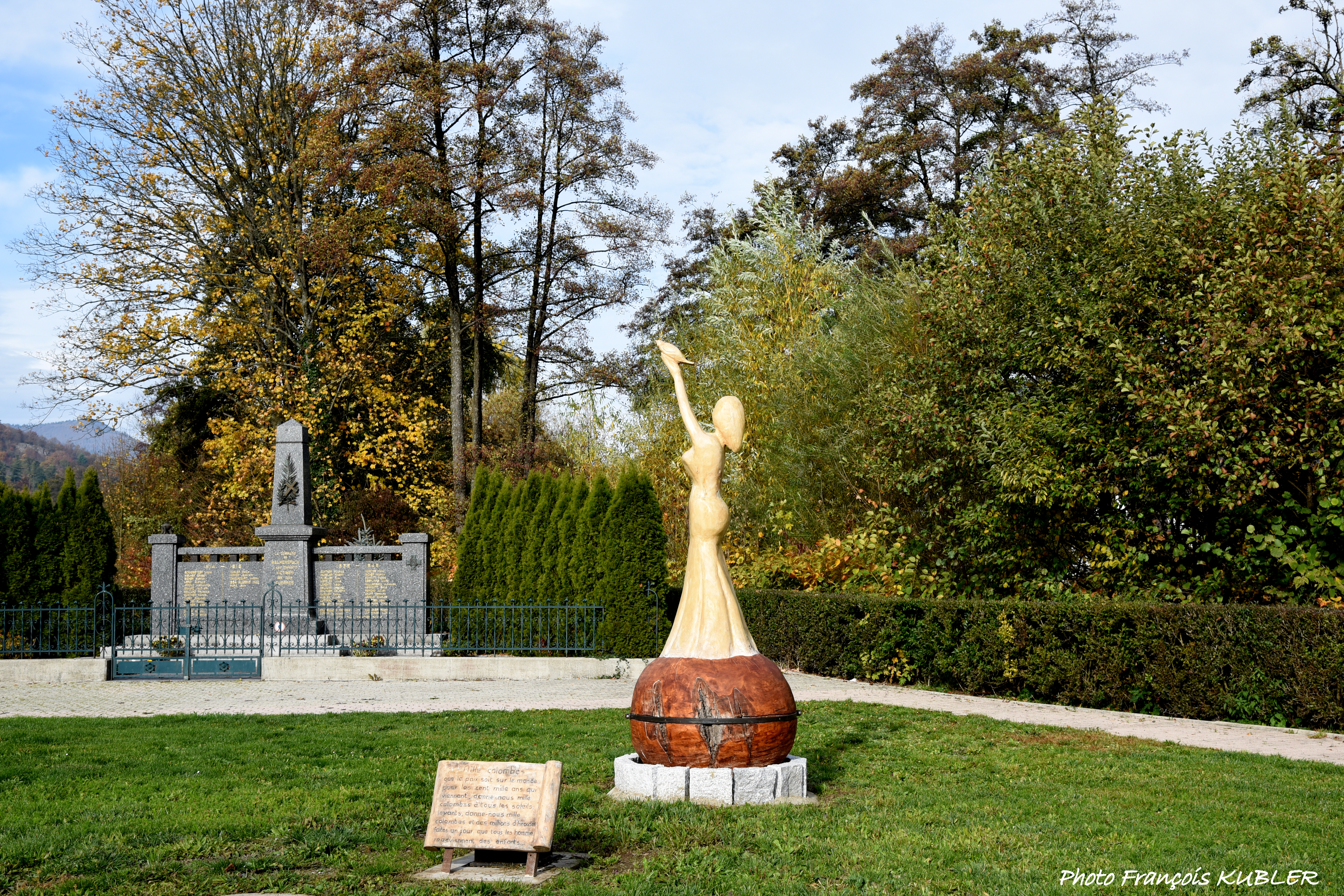

## Personnalités liées à la commune
Les frères Schlumpf (directeurs de l'usine de tissage de Malmerspach).